# Dny zrady
Dny zrady é um filme de drama tchecoslovaco de 1973 dirigido e escrito por Otakar Vávra. Foi selecionado como represente da Tchecoslováquia à edição do Oscar 1974, organizada pela Academia de Artes e Ciências Cinematográficas.

## Elenco
- Jiří Pleskot - Dr. Edvard Beneš
- Bohuš Pastorek - Klement Gottwald
- Gunnar Möller - Adolf Hitler
- Jaroslav Radimecký - Neville Chamberlain
- Martin Gregor - Edouard Daladier
- Bořivoj Navrátil - Sergey S. Alexandrovsky
- Otakar Brousek, Sr. - Bonnet
- Josef Langmiler - Cooper
- Rudolf Krátký - Dr. Paul Schmidt
- Günter Zschieschow - K.H. Frank
- Fred Alexander - Josef Goebbels
- Rudolf Jurda - Hermann Göring